# Shigeo Okumura
Shigeo Okumura (奥村 茂雄, Okumura Shigeo) né le 25 mai 1972, est un catcheur japonais. Il travaille actuellement à la Consejo Mundial de Lucha Libre sous le nom de Okumura.

## Consejo Mundial de Lucha Libre (2004–...)
Le 7 mai 2010, lui, l'ancien IWGP Heavyweight Champion Hiroshi Tanahashi, et Taichi battent El Hijo del Fantasma, La Máscara et Héctor Garza et remportent les CMLL World Trios Championship. Le 21 mai, ils perdent leur titres contre La Máscara, La Sombra et Máscara Dorada. 
Le 3 novembre, lui et Namajague perdent les CMLL Arena Coliseo Tag Team Championship contre Delta et Guerrero Maya, Jr..

## Palmarès
- Consejo Mundial de Lucha Libre
  - 1 fois CMLL Arena Coliseo Tag Team Championship avec Namajague
  - 1 fois CMLL World Trios Championship avec Hiroshi Tanahashi et Taichi
  - 1 fois Occidente Light Heavyweight Championship
  - Gran Alternativa (2009) avec Yujiro

- Can-Am Wrestling Federation
  - 1 fois CAWF Tag Team Championship avec Nobutaka Araya

- Frontier Martial-Arts Wrestling
  - 1 fois Barbed-Wire Streetfight Six-Tag Team Championhship avec Atsushi Onita et Mitsunobu Kikuzawa